# François Lafortune (Sportschütze, 1932)
François Jacques Marie Gérard "Frans" Lafortune (* 7. Dezember 1932 in Visé, Belgien; † 18. April 2020) war ein belgischer Sportschütze.
Lafortune hat an sieben Olympischen Spielen teilgenommen. Er gehört damit zu den Sportlern mit den meisten Teilnahmen überhaupt. Er bestritt alle seine olympischen Wettkämpfe im Gewehrschießen, kam jedoch in keinem Fall in die Nähe der Medaillenplätze.
Lafortune entstammte einer Familie erfolgreicher Sportschützen. Außer ihm haben auch sein Vater François Lafortune senior sowie dessen Brüder  Hubert und  Marcel an Olympischen Spielen teilgenommen.